# Franco Armani
Pour les articles homonymes, voir Armani.
Franco Armani, né le 16 octobre 1986 à Casilda, est un footballeur argentin qui évolue au poste de gardien de but au sein du club argentin du CA River Plate.
Il possède également la nationalité colombienne.

## Biographie

### Carrière en club
Avec le club colombien de l'Atlético Nacional, il remporte la Copa Libertadores en 2016, en s'imposant contre l'équipe équatorienne d'Independiente del Valle.
Arrivé à River Plate en janvier 2018, Franco Armani avait signé un contrat jusqu'en juin 2021, qu'il prolonge jusqu'en 2022 le 31 mai 2018.
À la suite du départ d'Enzo Pérez, il est nommé capitaine de River Plate à partir de 2024.

### Carrière internationale
Binational et marié avec une Colombienne, il décline l'offre de jouer pour l'équipe de Colombie en avril 2018,.
Suppléant de Willy Caballero pour les deux premiers matchs de la Coupe du monde de 2018, il honore sa première sélection avec L'Albiceleste en étant titularisé pour le troisième match de groupe face au Nigeria (victoire 2-1),, puis lors du huitième de finale contre la France (défaite 4-3).
Le 11 novembre 2022, il est sélectionné par Lionel Scaloni pour participer à la Coupe du monde 2022. Sacré champion du monde à l'issue du tournoi, il ne joue aucun match de la compétition ; Emiliano Martínez étant le gardien titulaire.

## Statistiques

### En sélection nationale
| Saison                | Sélection             | Phases finales        | Phases finales | Phases finales | Éliminatoires CDM | Éliminatoires CDM | Matchs amicaux | Matchs amicaux | Total | Total |
| Saison                | Sélection             | Compétition           | M              | B              | M                 | B                 | M              | B              | M     | B     |
| --------------------- | --------------------- | --------------------- | -------------- | -------------- | ----------------- | ----------------- | -------------- | -------------- | ----- | ----- |
| 2017-2018             | Argentine             | Coupe du monde 2018   | 2              | 0              | -                 | -                 | 0              | 0              | 2     | 0     |
| 2018-2019             | Argentine             | Copa América 2019     | 6              | 0              | -                 | -                 | 3              | 0              | 9     | 0     |
| 2019-2020             | Argentine             | -                     | -              | -              | -                 | -                 | 0              | 0              | 0     | 0     |
| 2020-2021             | Argentine             | Copa América 2021     | 1              | 0              | 4                 | 0                 | -              | -              | 5     | 0     |
| 2021-2022             | Argentine             | Finalissima 2022      | 0              | 0              | 1                 | 0                 | 1              | 0              | 2     | 0     |
| 2022-2023             | Argentine             | Coupe du monde 2022   | 0              | 0              | -                 | -                 | 1              | 0              | 1     | 0     |
| 2023-2024             | Argentine             | Copa América 2024     | 0              | 0              | 0                 | 0                 | 0              | 0              | 0     | 0     |
| Total sur la carrière | Total sur la carrière | Total sur la carrière | 9              | 0              | 5                 | 0                 | 5              | 0              | 19    | 0     |

## Palmarès

### En club
| Atlético Nacional (13) : | River Plate (10) : |
| --- | --- |
| - Championnat de Colombie (6) : - Champion : 2011 (Ouv.), 2013 (Ouv.), 2013 (Clô.), 2014 (Ouv.), 2015 (Clô.) et 2017 (Ouv.) - Coupe de Colombie (3) : - Vainqueur : 2012, 2013, et 2016 - Superliga Colombiana (2) : - Vainqueur : 2012 et 2016 - Copa Libertadores (1) : - Vainqueur : 2016 - Recopa Sudamericana (1) : - Vainqueur : 2017 | - Championnat d'Argentine (2) : - Champion : 2021 et 2023 - Coupe d'Argentine (1) : - Vainqueur : 2019 - Supercoupe d'Argentine (3) : - Vainqueur : 2017, 2019 et 2024 - Trofeo de Campeones (2) : - Vainqueur : 2021 et 2023 - Copa Libertadores (1) : - Vainqueur : 2018 - Recopa Sudamericana (1) : - Vainqueur : 2019 |

### En sélection nationale
| Argentine (3) : |
| --- |
| - Coupe du monde (1) : - Vainqueur : 2022 - Copa America (1) : - Vainqueur : 2021 - Troisième : 2019 - Coupe des champions CONMEBOL–UEFA (1) : - Vainqueur : 2022 |